# Bussy-le-Château

Bussy-le-Château este o comună în departamentul Marne, Franța. În 2009 avea o populație de 164 de locuitori.